# Live & Rare (álbum de Korn)
Live & Rare es un álbum recopilatorio de la agrupación estadounidense Korn, publicado el 9 de mayo de 2006. El álbum presenta trece canciones - las primeras siete del DVD del show del año 2003 en CBGB en New York, que se encuentran en las ediciones especiales de Greatest Hits Vol. 1, dos del show de Woodstock 1999, tres covers (dos son canciones ocultas, una de Follow the Leader y la otra de Take a Look in the Mirror, y "Proud" de la banda sonora de I Know What You Did Last Summer).
Esta compilación fue lanzada después de que Korn dejara Sony BMG Records, por lo que es probable que la banda no haya contribuido en el armado de la lista de canciones. Además, no existe algún material nuevo en este álbum, y la mayoría de las canciones están disponibles en otros discos, por lo que las ventas de esta recopilación fueron decepcionantes. Hasta el 31 de mayo de 2006 se habían vendido alrededor de 52.000 copias en total en los Estados Unidos.

## Lista de canciones
1. "Did My Time" (en vivo) (Take a Look in the Mirror) – 4:12
2. "Blind" (en vivo) (Korn) – 4:12
3. "Falling Away from Me" (en vivo) (Issues) – 4:15
4. "Right Now" (en vivo) (Take a Look in the Mirror) – 3:05
5. "Got the Life" (en vivo) (Follow the Leader) – 4:06
6. "Here to Stay" (en vivo) (Untouchables) – 4:20
7. "Freak on a Leash" (en vivo) (Follow the Leader) – 4:25
8. "Another Brick in the Wall, (Parte 1, 2, 3)"1" (en vivo) (Greatest Hits, Vol. 1) – 9:30
9. "One"2 (en vivo) – 4:27
10. "My Gift to You" (en vivo) (Follow the Leader) – 6:13
11. "A.D.I.D.A.S./Porno Creep" (en vivo) (Life Is Peachy) – 3:50
12. "Earache My Eye"3 (Follow the Leader) – 4:50
13. "Proud" (Banda sonora de I Know What You Did Last Summer) – 3:26

1 Cover de Pink Floyd
2 Cover de Metallica
3 Cover de Cheech and Chong